# Paul Gallagher (duchowny)
Paul Richard Gallagher (ur. 23 stycznia 1954 w Liverpoolu) – brytyjski duchowny rzymskokatolicki, doktor prawa kanonicznego, dyplomata watykański, arcybiskup, stały obserwator przy Radzie Europy w latach 2000–2004, nuncjusz apostolski w Burundi w latach 2004–2009, nuncjusz apostolski w Gwatemali w latach 2009–2012, nuncjusz apostolski w Australii w latach 2012–2014, sekretarz ds. relacji z państwami w Sekretariacie Stanu Stolicy Apostolskiej od 2014.

## Życiorys
31 lipca 1977 otrzymał święcenia kapłańskie i został inkardynowany do archidiecezji Liverpoolu. W 1980 rozpoczął przygotowanie do służby dyplomatycznej na Papieskiej Akademii Kościelnej.
22 stycznia 2004 został mianowany przez Jana Pawła II nuncjuszem apostolskim w Burundi oraz arcybiskupem tytularnym Hodelm. Sakry biskupiej udzielił mu 13 marca 2004 sekretarz stanu Stolicy Apostolskiej Angelo Sodano.
19 lutego 2009 został przeniesiony do nuncjatury w Gwatemali. 11 grudnia 2012 mianowany nuncjuszem w Australii.
8 listopada 2014 papież Franciszek mianował go sekretarzem ds. relacji z państwami w Sekretariacie Stanu Stolicy Apostolskiej.